# آخر الرومانسيين
آخر الرومانسيين هو فيلم تلفزي مغربي من إخراج خالد إبراهيمي سنة 2012، و بطولة كل من عبد القادر مطاع، مراد الزاوي، آمال صقر، مهدي الوزاني، وآخرون. صُوّر في عروس الشمال وعاصمة البوغاز مدينة طنجة.

## القصة
يحكي الفيلم قصة شاب وسيم يقوم بابتزاز النساء ماديا بعدما يمنحهم عواطف دافئة وحبا وهميا٬ ليكون مصيره السجن لمشاركته في ارتكاب جريمة قتل راح ضحيتها زوج إحدى عشيقاته طمعا في الحصول على المال.

## جوائز
حصل الفيلم على الجائزة الكبرى لمهرجان مكناس للفيلم التلفزيوني في دورته الثانية (من 15 إلى 20 مارس 2013). كما فاز المؤلف عبد الإله الحمدوشي بالجائزة الخاصة بمسابقة أحسن سيناريو، وتوّج المخرج خالد إبراهيمي أيضا بجائزة أحسن إخراج.

## روابط خارجية
- الفيلم على موقع قناة الأولى